# Energia di grande unificazione
L'energia di grande unificazione {\displaystyle \Lambda _{GUT}} o la scala GUT è il livello di energia al di sopra del quale, se raggiunto, la forza elettromagnetica, la forza debole e la forza forte diventano indistinguibili fra di loro. La forza elettromagnetica e la forza debole diventano indistinguibili a energie più basse, formando la forza elettrodebole, mentre alcuni studiosi ritengono che la forza gravitazionale richiede energie più grandi per essere unificate alla altre tre. Di preciso la Teoria della grande unificazione  (GUT) può predire l'energia della grande unificazione, ma spesso con grande incertezza (dovuta alla scelta del gruppo di gauge, del contenuto di Higgs, del contenuto di materia e per altri ancora parametri liberi della teoria). Inoltre, al momento non si è raggiunto un accordo rispetto ad un'unica energia di grande unificazione.
Secondo Stephen Hawking in A Brief History of Time, il valore dell'energia di grande unificazione non è molto ben conosciuto, ma con molta probabilità dovrebbe trovarsi intorno alle migliaia di milioni di milioni (1015) GeV. Il più potente acceleratore di particelle che sia mai stato costruito può raggiungere energie dell'ordine di poche migliaia di GeV. La scala 1015 GeV è di pochi ordini di grandezza inferiore la scala di Planck, limite in cui anche gli effetti gravitazionali diventano dominanti.